# Port lotniczy Vilankulo
Port lotniczy Vilankulo (port. Aeroporto Vilankulo, IATA: VNX, ICAO: FQVL) – port lotniczy zlokalizowany w Vilankulo, w Mozambiku.

## Linie lotnicze i połączenia
| Linia Lotnicza          | Kierunek                               |
| ----------------------- | -------------------------------------- |
| Airlink                 | 1. Johannesburg                        |
| LAM Mozambique Airlines | 1. Inhambane 2. Johannesburg 3. Maputo |